# 愈创木酚
愈创木酚（英語：Guaiacol）是一种天然有机物，分子式为 C6H4(OH)(OCH3)。这种无色芳香油状化合物是木馏油的主要成分，可从愈创木树脂、松油等制取。常见的愈创木酚因暴露在空气中或光照下而呈现深色。由于木质素的分解，木柴燃烧时产生的烟雾中含有愈创木酚。许多食物因含有愈创木酚而具有特殊气味，例如烘焙咖啡豆。熏制食物的特殊风味主要属愈创木酚与丁香酚的作用。愈创木酚遇三氯化铁变为蓝色。

## 制备
工业上常通过对邻苯二酚甲基化生产愈创木酚。例如用碳酸钾与硫酸二甲酯和邻苯二酚反应：
C6H4(OH)2  +  (CH3O)2SO2  →  C6H4(OH)(OCH3)  +  HO(CH3O)SO2
愈创木酚也可以通过干馏木材制得的木馏油得到其混合物。

### 实验室制备
愈创木酚有多种实验室制法。例如可以以邻硝基氯苯为原料，通过威廉姆逊合成法合成邻硝基苯甲醚，再还原硝基为氨基，最后通过重氮化水解反应合成最终目标产物。中国与日本企业也常用此途径工业生产愈创木酚。另一种合成愈创木酚的方法是邻苯二酚甲基化后再选择性部分水解：
C6H4(OCH3)2  +  C2H5SNa   →  C6H4(OCH3)(ONa)  +  C2H5SCH3

## 用途
愈创木酚在工业上用途广泛。常用愈创木酚来生产各种香料，如丁香油酚、香兰素和人造麝香。愈创木酚在医药上也有大量应用，它可被用于合成苯磺酸愈创木酚（愈创木酚磺酸钾）、用作局部麻醉剂或防腐剂，还可以祛痰和治疗消化不良。因为具有还原性，常在化妆品中少量添加作为抗氧化剂并常与增效剂、金属离子鳌合剂等一同使用。因为与氧反应会显深色，愈创木酚还被用作染料。愈创木酚也用作有机合成原料及分析测定的标准物质。

## 相关化合物
愈创木酚与甘油形成的醚（愈创甘油醚）是常用祛痰药，又称格力特或去咳露愈创木酚的另一种衍生物邻苯二甲醚（又称白藜芦素或藜芦醚）也是常用化工产品。

## 安全性
愈创木酚可被用作吸入烟雾的指示物，因为从食物中摄取的愈创木酚量远多于通过呼吸吸入的烟气中的愈创木酚含量。